# Emanual Davis
Emanual Davis (Filadelfia, 27 agosto 1968) è un ex cestista statunitense, professionista nella NBA e in Europa.

## Carriera
Davis giocò a livello universitario presso la Delaware State University di Dover, nel Delaware. Al Draft NBA 1991 non venne selezionato da alcuna squadra, dunque iniziò la carriera post-universitaria nelle leghe minori americane, militando nella USBL con i Philadelphia Spirit e nella CBA con gli Yakima Sun Kings e i Rockford Lightning.
Nell'estate del 1994 firmò un contratto con il Basket Rimini, società con cui disputò il campionato di Serie A2 1994-1995. I romagnoli conclusero la regular season al primo posto in classifica con Davis che registrò una media di 13,5 punti a partita, risultando il terzo miglior realizzatore della squadra dietro a Carlton Myers e Massimo Ruggeri. Nei play-off la squadra raggiunse la finale, ma venne sconfitta dalla Libertas Forlì con un netto 0-3 nella serie.
Dopo una nuova stagione ai Rockford Lightning in CBA, dal 1996 per Davis si aprirono le porte della NBA, entrò a far parte del roster degli Houston Rockets. Il 12 novembre realizzò il suo career high in NBA segnando 19 punti nella gara casalinga contro i Los Angeles Lakers. Dodici giorni più tardi, sempre contro i Lakers ma in trasferta, si infortunò al legamento crociato anteriore del ginocchio destro e dovette operarsi e chiuse anzitempo la stagione, con sole 13 partite all'attivo (a 5,0 punti di media). Ristabilitosi, tornò in campo all'inizio della stagione seguente, in cui totalizzò 45 presenze viaggiando a 4,1 punti di media.
Nel 1998-1999, anno in cui la NBA non cominciò la stagione nei tempi previsti a causa del lockout, Davis a dicembre iniziò a giocare nel campionato francese con il Pau-Orthez. Disputò dodici partite di regular season (con una media di 10,0 punti) e otto partite di play-off (con una media di 13,5 punti), che aiutarono il club a vincere il sesto titolo di campione di Francia.
Davis fece ritorno in NBA nella stagione 1999-2000, giocando 54 partite con i Seattle SuperSonics. Nel settembre 2000, fu coinvolto in uno scambio che lo portò ai Los Angeles Lakers insieme a Horace Grant e ad altri giocatori, ma la dirigenza gialloviola lo tagliò prima dell'inizio della regular season. A seguito di ciò, Davis fu ingaggiato nuovamente dai SuperSonics, dove vide un incremento del suo minutaggio, disputando 62 partite, di cui 39 da titolare, migliorando le sue statistiche con 5,8 punti, 2,5 rimbalzi e 2,2 assist di media. Nel luglio 2001 si trasferì da free agent agli Atlanta Hawks dove giocò per due stagioni, le ultime della sua carriera professionistica. Nella prima (2001-2002) registrò la sua miglior media punti della sua carriera NBA (6,6) e disputò 28 partite, di cui 20 da titolare. Nella seconda (2002-2003) giocò 24 partite con gli Hawks con una media di 3,0 punti a gara.

## Palmarès

### Squadra
- Campione USBL (1991)
- Campionato francese: 1

Pau-Orthez: 1998-99

### Individuale
- CBA Defensive Player of the Year (1996)
- All-CBA First Team (1996)
- CBA All-Defensive First Team (1996)